# Discografia degli Epica
La discografia degli Epica, gruppo musicale symphonic metal olandese attivo dal 2002, è costituita da nove album in studio, sei dal vivo, quattro raccolte, una colonna sonora, cinque EP (tra cui un mini album) e oltre trenta singoli, pubblicati fra il 2003 e il 2025.

## Album

### Album in studio
| Anno | Titolo |
| ---- | --- |
| 2003 | The Phantom Agony - Pubblicato: 5 giugno 2003 - Etichetta: Transmission - Formati: CD, 2 CD, download digitale, streaming                                     |
| 2005 | Consign to Oblivion - Pubblicato: 21 aprile 2005 - Etichetta: Transmission - Formati: CD, CD+DVD, 2 CD, 2 LP, download digitale, streaming                    |
| 2007 | The Divine Conspiracy - Pubblicato: 7 settembre 2007 - Etichetta: Nuclear Blast - Formati: CD, 2 CD, 2 LP, download digitale, streaming                       |
| 2009 | Design Your Universe - Pubblicato: 16 ottobre 2009 - Etichetta: Nuclear Blast - Formati: CD, 2 LP, download digitale, streaming                               |
| 2012 | Requiem for the Indifferent - Pubblicato: 9 marzo 2012 - Etichetta: Nuclear Blast - Formati: CD, 2 LP, download digitale, streaming                           |
| 2014 | The Quantum Enigma - Pubblicato: 2 maggio 2014 - Etichetta: Nuclear Blast - Formati: CD, 2 CD, 3 CD, 2 LP, download digitale, streaming                       |
| 2016 | The Holographic Principle - Pubblicato: 30 settembre 2016 - Etichetta: Nuclear Blast - Formati: CD, 2 CD, 3 CD, 2 LP, 2 LP+3 CD, download digitale, streaming |
| 2021 | Omega - Pubblicato: 26 febbraio 2021 - Etichetta: Nuclear Blast - Formati: CD, 2 CD, 4 CD, 2 LP, 2 LP+4 CD, download digitale, streaming                      |
| 2025 | Aspiral - Pubblicato: 11 aprile 2025 - Etichetta: Nuclear Blast - Formati: CD, CD+BD, 4 CD+BD, 2 LP, download digitale, streaming                             |

### Album dal vivo
| Anno | Titolo |
| ---- | --- |
| 2004 | We Will Take You with Us - Pubblicato: settembre 2005 - Etichetta: Transmission - Formati: CD, CD+DVD                                                          |
| 2009 | The Classical Conspiracy - Live in Miskolc, Hungary - Pubblicato: 8 maggio 2009 - Etichetta: Nuclear Blast - Formati: 2 CD, 2 LP, download digitale, streaming |
| 2013 | Retrospect - 10th Anniversary - Pubblicato: 8 novembre 2013 - Etichetta: Nuclear Blast - Formati: download digitale, streaming                                 |
| 2021 | Omega Alive - Pubblicato: 3 dicembre 2021 - Etichetta: Nuclear Blast - Formati: 2 CD, 3 LP, DVD+BD, 2 CD+DVD+BD, 3 LP+DVD+BD, download digitale, streaming     |
| 2022 | Live at Paradiso - Pubblicato: 2 settembre 2022 - Etichetta: Nuclear Blast - Formati: 2 CD+BD, 3 LP, download digitale, streaming                              |
| 2023 | Live at the AFAS Live - Pubblicato: 6 ottobre 2023 - Etichetta: Nuclear Blast - Formati: download digitale, streaming                                          |

### Raccolte
| Anno | Titolo |
| ---- | --- |
| 2006 | The Road to Paradiso - Pubblicato: 4 maggio 2006 - Etichetta: Transmission - Formati: CD                                                  |
| 2013 | Best Of - Pubblicato: 11 ottobre 2013 - Etichetta: Nuclear Blast - Formati: Download digitale, streaming                                  |
| 2020 | The Quantum Enigma B-Sides - Pubblicato: 11 settembre 2020 - Etichetta: Nuclear Blast - Formati: download digitale, streaming             |
| 2022 | We Still Take You with Us - The Early Years - Pubblicato: 2 settembre 2022 - Etichetta: Nuclear Blast - Formati: 4 CD, 6 CD+DVD+BD, 11 LP |

### Colonne sonore
| Anno | Titolo |
| ---- | --- |
| 2005 | The Score - An Epic Journey - Pubblicato: 15 settembre 2005 - Etichetta: Transmission - Formati: CD, download digitale, streaming |

## Mini album
| Anno | Titolo |
| ---- | --- |
| 2022 | The Alchemy Project - Pubblicato: 11 novembre 2022 - Etichetta: Atomic Fire - Formati: CD, 12", download digitale, streaming |

## Extended play
| Anno | Titolo |
| ---- | --- |
| 2017 | The Solace System - Pubblicato: 1º settembre 2017 - Etichetta: Nuclear Blast - Formati: CD, 12", download digitale, streaming |
| 2017 | Epica VS Attack on Titan Songs - Pubblicato: 20 dicembre 2017 - Etichetta: Ward - Formati: CD, download digitale, streaming   |
| 2019 | The Acoustic Universe - Pubblicato: 4 ottobre 2019 - Etichetta: Nuclear Blast - Formati: 12"                                  |
| 2021 | Omegacoustic - Pubblicato: 26 febbraio 2021 - Etichetta: Nuclear Blast - Formati: download digitale, streaming                |

## Singoli

### Come artisti principali
| Anno | Titolo                                                             | Album di provenienza                |
| ---- | ------------------------------------------------------------------ | ----------------------------------- |
| 2003 | The Phantom Agony                                                  | The Phantom Agony                   |
| 2004 | Feint                                                              | The Phantom Agony                   |
| 2004 | Cry for the Moon                                                   | The Phantom Agony                   |
| 2005 | Solitary Ground                                                    | Consign to Oblivion                 |
| 2005 | Quietus (Silent Reverie)                                           | Consign to Oblivion                 |
| 2007 | Never Enough                                                       | The Divine Conspiracy               |
| 2008 | Chasing the Dragon                                                 | The Divine Conspiracy               |
| 2009 | Martyr of the Free Word                                            | Design Your Universe                |
| 2010 | This Is the Time                                                   | /                                   |
| 2012 | Storm the Sorrow                                                   | Requiem for the Indifferent         |
| 2013 | Unleashed (Live)                                                   | Retrospect - 10th Anniversary       |
| 2014 | The Essence of Silence                                             | The Quantum Enigma                  |
| 2014 | Unchain Utopia                                                     | The Quantum Enigma                  |
| 2016 | Universal Death Squad                                              | The Holographic Principle           |
| 2016 | Edge of the Blade                                                  | The Holographic Principle           |
| 2017 | The Solace System                                                  | The Solace System                   |
| 2018 | Crimson Bow and Arrow                                              | Epica VS Attack on Titan Songs      |
| 2018 | If Inside These Walls Was a House                                  | Epica VS Attack on Titan Songs      |
| 2018 | Beyond the Matrix - The Battle (con la Metropole Orkest)           | /                                   |
| 2019 | Kingdom of Heaven                                                  | Design Your Universe - Gold Edition |
| 2020 | Abyss of Time - Countdown to Singularity                           | Omega                               |
| 2020 | Freedom - The Wolves Within                                        | Omega                               |
| 2020 | Abyss O'Time                                                       | Omegacoustic                        |
| 2021 | Rivers                                                             | Omega                               |
| 2021 | Omegacoustic                                                       | Omegacoustic                        |
| 2021 | The Skeleton Key                                                   | Omega                               |
| 2021 | Unchain Utopia (Omega Alive)                                       | Omega Alive                         |
| 2021 | The Skeleton Key (Omega Alive)                                     | Omega Alive                         |
| 2021 | Kingdom of Heaven Part 3 - The Antediluvian Universe (Omega Alive) | Omega Alive                         |
| 2022 | The Final Lullaby (feat. Shining)                                  | The Alchemy Project                 |
| 2022 | The Great Tribulation (feat. Fleshgod Apocalypse)                  | The Alchemy Project                 |
| 2023 | Rivers (Live at the AFAS Live) (con gli Apocalyptica)              | Live at the AFAS Live               |
| 2023 | Unleashed (Live at the AFAS Live)                                  | Live at the AFAS Live               |
| 2023 | Consign to Oblivion (Live at the AFAS Live)                        | Live at the AFAS Live               |
| 2023 | Beyond the Matrix (Live at the AFAS Live)                          | Live at the AFAS Live               |
| 2024 | Arcana                                                             | Aspiral                             |
| 2025 | Cross the Divide                                                   | Aspiral                             |
| 2025 | T.I.M.E.                                                           | Aspiral                             |

### Come artisti ospiti
| Anno | Titolo                                   |
| ---- | ---------------------------------------- |
| 2012 | Forevermore (Ruurd Woltring feat. Epica) |

## Videografia

### Album video
| Anno | Titolo |
| ---- | --- |
| 2004 | We Will Take You with Us - Pubblicato: settembre 2005 - Etichetta: Transmission - Formati: DVD, CD+DVD                                            |
| 2013 | Retrospect - 10th Anniversary - Pubblicato: 8 novembre 2013 - Etichetta: Nuclear Blast - Formati: 2 DVD, 2 BD+3 CD, 2 DVD+3 CD, download digitale |
| 2021 | Omega Alive - Pubblicato: 3 dicembre 2021 - Etichetta: Nuclear Blast - Formati: DVD+BD, 2 CD+DVD+BD, 3 LP+DVD+BD, download digitale               |

### Video musicali
| Anno | Titolo                                                                                         | Regista/i                         |
| ---- | ---------------------------------------------------------------------------------------------- | --------------------------------- |
| 2003 | The Phantom Agony                                                                              | Frank Herrebout                   |
| 2004 | Feint                                                                                          | Frank Herrebout                   |
| 2005 | Solitary Ground                                                                                |                                   |
| 2005 | Quietus                                                                                        | Mirko Cocco                       |
| 2007 | Never Enough                                                                                   | Ivan Colic                        |
| 2009 | Unleashed                                                                                      | Tim Bown                          |
| 2010 | This Is the Time                                                                               | Mirko Cocco                       |
| 2012 | Storm the Sorrow                                                                               | Remko Tielemans                   |
| 2014 | The Second Stone (Aftermovie Video)                                                            | Jens De Vos                       |
| 2014 | Victims of Contingency (Aftermovie Video)                                                      | Jens De Vos                       |
| 2014 | Natural Corruption (Aftermovie Video)                                                          | Jens De Vos                       |
| 2014 | Victims of Contingency                                                                         | Remko Tielemans                   |
| 2015 | The Obsessive Devotion (Live)                                                                  | Jens De Vos                       |
| 2015 | The Essence of Silence (Live)                                                                  | Jens De Vos                       |
| 2015 | Chemical Insomnia (Aftermovie Video)                                                           | Jens De Vos                       |
| 2015 | Unchain Utopia (Live)                                                                          | Jens De Vos                       |
| 2016 | In All Conscience (Aftermovie Video)                                                           | Jens De Vos                       |
| 2016 | Universal Death Squad                                                                          | Jens De Vos                       |
| 2016 | Edge of the Blade                                                                              | Jens De Vos                       |
| 2016 | Ascension (Dream State Armageddon)                                                             | Jens De Vos                       |
| 2017 | Beyond the Matrix                                                                              | Jens De Vos                       |
| 2017 | A Phantasmic Parade (Aftermovie Video)                                                         | Jens De Vos                       |
| 2017 | Dancing in a Hurricane (Live)                                                                  | Jens De Vos                       |
| 2017 | The Solace System                                                                              | Davide Cilloni                    |
| 2017 | Immortal Melancholy                                                                            | Davide Cilloni                    |
| 2017 | Consign to Oblivion (Live)                                                                     | Jens De Vos                       |
| 2018 | Decoded Poetry                                                                                 | Davide Cilloni                    |
| 2018 | Universal Love Squad                                                                           | Jens De Vos                       |
| 2019 | Martyr of the Free Word (Acoustic Version)                                                     | Stefan Heilemann                  |
| 2020 | Abyss of Time                                                                                  | Grupa 13                          |
| 2020 | Freedom - The Wolves Within                                                                    | Bram Knol                         |
| 2020 | Abyss O'Time                                                                                   | Jens De Vos                       |
| 2021 | Rivers                                                                                         | Jens De Vos                       |
| 2021 | Omegacoustic                                                                                   | Jens De Vos                       |
| 2021 | The Skeleton Key                                                                               | Grupa 13                          |
| 2021 | Unchain Utopia (Omega Alive)                                                                   | Jens De Vos                       |
| 2021 | The Skeleton Key (Omega Alive)                                                                 | Jens De Vos                       |
| 2021 | Kingdom of Heaven Part 3 - The Antediluvian Universe (Omega Alive)                             | Jens De Vos                       |
| 2021 | Victims of Contingency (Omega Alive)                                                           | Jens De Vos                       |
| 2022 | The Final Lullaby (feat. Shining)                                                              | Jens De Vos                       |
| 2022 | Sirens - Of Blood and Water (feat. Charlotte Wessels & Myrkur)                                 | Patric Ullaeus                    |
| 2023 | Rivers (Live at the AFAS Live)                                                                 | Jens De Vos                       |
| 2023 | Unleashed (Live at the AFAS Live)                                                              | Jens De Vos                       |
| 2023 | Consign to Oblivion (Live at the AFAS Live)                                                    | Jens De Vos                       |
| 2023 | Beyond the Matrix (Live at the AFAS Live)                                                      | Jens De Vos                       |
| 2023 | Code of Life (Live at the AFAS Live)                                                           | Jens De Vos                       |
| 2024 | The Ghost in Me (Danse Macabre)                                                                | Martijn Bastiaans e Maurice Tromp |
| 2024 | The Ghost in Me (Live at The Symphonic Synergy)                                                | Jens de Vos                       |
| 2024 | Arcana                                                                                         | Remko Tielemans                   |
| 2024 | Arcana (Live at The Symphonic Synergy)                                                         | Jens de Vos                       |
| 2025 | Cross the Divide                                                                               | Remko Tielemans                   |
| 2025 | Sirens - Of Blood and Water (Live at The Symphonic Synergy) (feat. Charlotte Wessels & Myrkur) | Jens de Vos                       |
| 2025 | T.I.M.E.                                                                                       | Dave Letelier                     |
| 2025 | T.I.M.E. (feat. Hellscore)                                                                     | Jens de Vos                       |
| 2025 | Aspiral (Live at The Symphonic Synergy)                                                        | Jens de Vos                       |
| 2025 | Fight to Survive                                                                               | Remko Tielemans                   |
| 2025 | Crimson Bow and Arrow (Live at The Symphonic Synergy)                                          | Jens de Vos                       |
| 2025 | Tides of Time (Live at The Symphonic Synergy)                                                  | Jens de Vos                       |
| 2025 | Beyond the Matrix (Live at The Symphonic Synergy)                                              | Jens de Vos                       |